# اکین‌لیک (باشماکچی)
اکین‌لیک (به ترکی استانبولی: Ekinlik) یک منطقهٔ مسکونی در ترکیه است که در باشماکچی واقع شده‌است. اکین‌لیک ۲۰۰ نفر جمعیت دارد.